# Кракеб

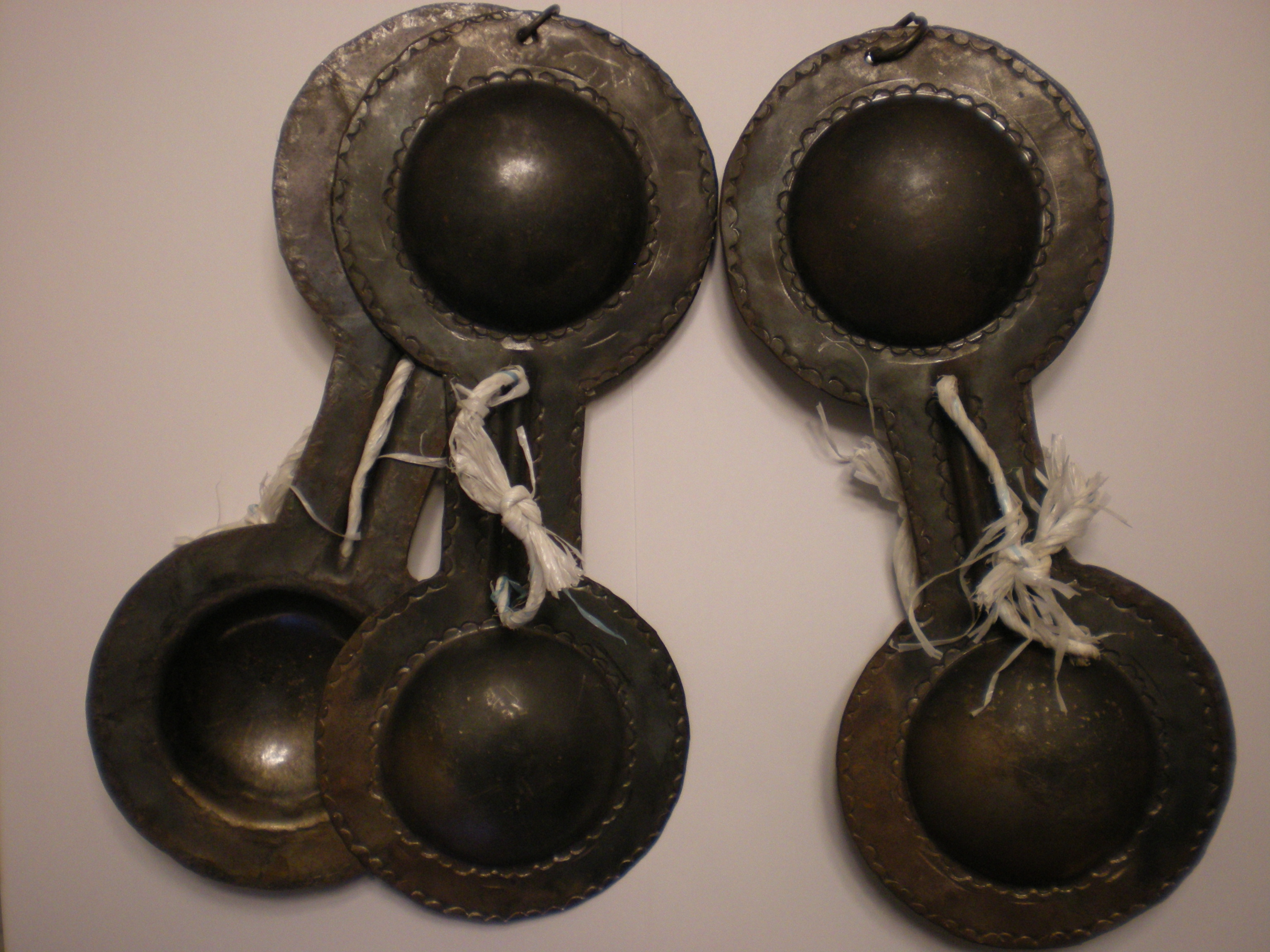
Набор Кракеб

Кракеб (Арабско: قراقب) или Каркабу (Алжирского диалекта: قَرْقَابُو) — магрибский национальный музыкальный инструмент. Название иногда произносится как Каракиб, Кркиб или Каркаба  (Арабско: قرقبة).
Кракеб представляет собой пару из металлических ложек с двумя концами. При игре в каждой руке держат по паре таких «ложек», чтобы при взаимном соударении каждой пары получались быстрые, пульсирующие звуки, создающие колоритный орнамент для ритма.
Кракеб являются основным компонентом ритмической Гнауа музыки. Он используются в основном в Алжире и Марокко